# Lista över medverkande i Här är ditt liv
Detta är en lista över de medverkande s.k. "huvudpersonerna" i SVT:s och Dplay:s underhållningsprogram Här är ditt liv.

## 1980
- 11 januari - Sven Tumba
- 18 januari - Isa Quensel
- 25 januari - Jan Mårtenson
- 1 februari - Aina Cederblom
- 8 februari - Gunnar Dahmén
- 15 februari - Carl-Gustaf Lindstedt
- 27 december - Bengt Bedrup

## 1981
Säsongens första avsnitt sändes redan i december 1980
- 31 januari - Nancy Eriksson
- 28 februari - Trolle Rhodin
- 28 mars - Tage Danielsson
- 2 maj - Gösta Wollin
- 30 maj - Birgit Nilsson

## 1982
- 13 februari - Björn Dahlin
- 20 februari - Nils Liedholm
- 6 mars - Eva Rydberg
- 13 mars - Janos Solyom
- 20 mars - Cordelia Edvardson
- 27 mars - Per Grundén
- 8 april - Lasse Holmqvist (Jan Guillou programledare, från programmet Magasinet, 1982 avsnitt 1)

## 1983
- 15 januari - Bengt Lindström
- 22 januari - John Moe
- 29 januari - Jokkmokks-Jokke
- 5 februari - Jan Carlzon
- 12 februari - Birgitta Wolf
- 19 februari - Viveca Lindfors
- 26 december - Barbro Svensson

## 1984
Första avsnittet sändes redan i december 1983
- 31 mars - Stig Järrel
- 7 april - Vera Siöcrona
- 14 april - Rosa Taikon
- 21 april - Ernst-Hugo Järegård
- 28 april - Lasse Strömstedt
- 12 maj - Harry Schein

## 1985
- 4 januari - Jan Malmsjö
- 12 januari - Friedrich Jürgenson
- 19 januari - Birgit Cullberg
- 26 januari - Eino Hanski
- 2 februari - Sven Stolpe
- 9 februari - Lill Lindfors

## 1986
- 4 januari - Elisabeth Söderström
- 11 januari - Bengt Westerberg
- 18 januari - Stikkan Anderson
- 25 januari - Jette Stoltz
- 1 februari - Gunde Johansson
- 8 februari - Cyndee Peters

## 1987
- 10 januari - Maja Tjellström
- 17 januari - Kicki Håkansson
- 24 januari - Björn Skifs
- 31 januari - Sven Lampell
- 7 februari - Lena Nyman
- 14 februari - Kjerstin Dellert

## 1988
- 9 januari - Bengt Grive
- 16 januari - Bibi Andersson
- 23 januari - Olof Buckard
- 30 januari - Ulla Sallert
- 6 februari - Maj Fant
- 13 februari - Rune Moberg

## 1991
- 15 november - Ferenc Göndör
- 22 november - Hans Werthén
- 29 november - Karl-Erik Welin
- 6 december - Ulf Adelsohn
- 13 december - Marianne Ahrne
- 20 december - Meg Westergren

## 1995
Programmet sändes även 1995, men då under namnet Ett sånt liv.
Programledare var Ingela Agardh, och gästerna följande:
- 7 oktober - Herman Lindqvist
- 14 oktober - Lillemor Arvidsson
- 21 oktober - Krister Henriksson
- 28 oktober - Brita Borg
- 4 november - Karl-Erik Fichtelius
- 11 november - Sun Axelsson
- 18 november - Claes Hultling
- 25 november - Sif Ruud
- 2 december - Sven-Erik Ljungholm
- 9 december - Tommy Svensson
- 16 december - Sonya Hedenbratt
- 23 december - Gösta Winbergh

## 2009
"Här är ditt liv" återkom år 2009-2010, då med Ingvar Oldsberg som programledare. Gästerna var:
- 12 september - Mikael Persbrandt[2]  (cirka 1 890 000 tittare)[2]
- 19 september - Sven-Göran Eriksson[3] (cirka 1 875 000 tittare)[4]
- 26 september - Jan Eliasson[5] (cirka 1 725 000 tittare)[6]
- 3 oktober - Stina Lundberg Dabrowski[7] (cirka 1 585 000 tittare)[8]
- 10 oktober - Sven Wollter[9] (cirka 1 172 000 tittare)[10]
- 17 oktober - Sissela Kyle[11] (cirka 1 640 000 tittare)[12]

## 2010
- 4 september - Lena Endre (cirka 1 387 000 tittare)[13]
- 11 september - Kjell Bergqvist (cirka 1 587 000 tittare)[14]
- 18 september - Mats Wilander (cirka 1 493 000 tittare)[15]
- 25 september - Lena Maria Klingvall (cirka 1 725 000 tittare)[16]
- 2 oktober - Marit Paulsen (cirka 1 323 000 tittare)[17]
- 9 oktober - Roy Andersson (cirka 1 311 000 tittare)[18]

## 2019
Med Carina Berg, som programledare och gästerna var:
- 4 januari - Pernilla Wahlgren
- 4 januari - Leif G.W. Persson
- 21 januari - Felix Herngren
- 23 januari - Ewa Fröling